# 南ソウル大学校
南ソウル大学校（ナムソウルだいがっこう）は、韓国の私立大学である。忠清南道天安市にキャンパスがある。「智・徳・愛」の3つを教育理念として掲げている。
キリスト教系の大学であり、学内のチャペルにおける礼拝には教養課程および教職員の参加が義務付けられている。また、教職員の飲酒には宗教的立場から非常に厳格で、大学校周辺での飲酒をはじめ、レセプション等での飲酒も禁じている。

## 沿革
- 1993年 南ソウル産業大学校の設立認可。
- 1998年 第1回学位授与式。　 南ソウル大学校に変更。
- 2000年 デジタル情報大学院の設立。
- 2004年 開校10周年記念式。

## 学部
- 教養課程部

- 工学系列 
  - 電子工学科
  - コンピューター学科
  - 情報通信工学科
  - 建築学科
  - マルチメディア学科
  - 産業経営工学科
  - 地理情報工学科

- 芸体能系列 
  - 視覚情報デザイン学科
  - 環境造形学科
  - アニメーション学科
  - スポーツ経営学科
  - 運動健康学科

- 商経系列 
  - 流通学科
  - 国際通商学科
  - 経営学科
  - 広告広報学科
  - ホテル観光経営学部 
    - ホテル経営専攻, 観光経営専攻

  - 税務学科
  - 不動産学科

- 人文系列 
  - 英語科
  - 日本語科
  - 中国学科
  - 児童福祉学科
  - 社会福祉学科

- 保健医療系列 
  - 保健行政学科
  - 歯衛生学科
  - 物理治療学科

## 大学院
- 大学院
  - デジタル情報学科
  - 建築学科
  - 経営学科
  - 不動産税務学科　
  - ホテル観光経営学科
  - 児童福祉学科
  - 中国学科
  - スポーツ経営学科
  - 運動健康学科
  - ガラス造形学科
  - 視覚情報デザイン学科

- 児童行動治療大学院 
  - 児童行動治療学科

## 交通
ソウル市内からはバスもしくは鉄道を利用。
- 学内バスターミナル直通バス
  - 南部ターミナル駅（ソウル交通公社3号線接続）
  - 江辺駅（東ソウルバスターミナル行き　ソウル交通公社2号線接続）
- 首都圏電鉄京釜電鉄線
  - 成歓駅よりリムジンバス運行

平澤市内からは上記バスに途中乗車可能。約20分
天安市内からは市内バス（10番・成歓駅経由）にて約25分

## 参考項目
- 韓国の大学一覧